# Zoo Tycoon (jeu vidéo, 2001)
 (novembre 2015).
Si vous disposez d'ouvrages ou d'articles de référence ou si vous connaissez des sites web de qualité traitant du thème abordé ici, merci de compléter l'article en donnant les références utiles à sa vérifiabilité et en les liant à la section « Notes et références ».
Zoo Tycoon est un jeu vidéo développé par les Blue Fang Games, sorti en 2001 sur Windows et Mac OS. Le but de celui-ci est de gérer un zoo. Le jeu comprend une encyclopédie intégrée sur les animaux, leurs modes de vie, leurs habitats.
Il a eu le droit a deux extensions : Zoo Tycoon: Marine Mania et Zoo Tycoon: Dinosaur Digs qui sont incluses dans la version Complete Collection du jeu, et à une suite, Zoo Tycoon 2, qui a connu aussi quelques extensions. Récemment, le jeu et sa suite ont été adaptés sur Nintendo DS.

## Système de jeu
Le jeu dispose de deux modes de jeu.
Le mode scénario dans lequel le joueur doit gérer des zoos pré-construits et remplir les objectifs avant la fin d'un temps imparti. De nouveaux scénarios peuvent être débloqués au fil du jeu.
Le mode scénario libre dans lequel le joueur choisit l'emplacement de son zoo et où il doit le faire prospérer.
Les moyens qu'a le joueur pour faire prospérer son zoo sont multiples : faire des enclos adaptés aux animaux y vivant en choisissant son herbe préférée, ses arbres préférés, indiqué dans l'encyclopédie du jeu ; développer des infrastructures pour les touristes comme des magasins, des attractions ou simplement des bancs ; fixer les tarifs d'entrée ; financer des campagnes de recherche permettant de débloquer de nouveaux animaux, environnements, infrastructures ou d'améliorer la formation des ouvriers du zoo.

## Extensions
Le jeu est doté de plusieurs extensions visant à enrichir le gameplay.

### Zoo Tycoon: Dinosaur Digs
Zoo Tycoon: Dinosaur Digs est un add-on au jeu vidéo Zoo Tycoon édité par Microsoft Games, sorti en 2002 en France sur PC.
Il permet d'élever des dinosaures et autres animaux préhistoriques : Tyrannosaurus, Deinosuchus, Apatosaurus, Tricératops, Mammouth, Plésiosaure, etc.
Cette extension a eu la note de 14/20 dans Jeux vidéo Magazine.

### Zoo Tycoon: Marine Mania
Zoo Tycoon: Marine Mania  est la seconde extension.
Le jeu permet de gérer un parc aquatique en plus de son zoo de l'opus principal. Il lui ajoute de nombreux objets, 21 espèces d'animaux aquatiques et de nouveaux jouets pour animaux. Parmi ces espèces, on peut citer le requin blanc, le grand dauphin, et d'autres moins connues, telles que le beluga, le requin baleine, la murène... Certains de ces animaux peuvent être dressés dans des bassins à spectacle aquatique.
Cette extension a eu la note de 3/20 dans Jeux vidéo Magazine.

## Portage et compilation

### Zoo Tycoon DS
Zoo Tycoon DS est l'adaptation de Zoo Tycoon sur Nintendo DS. Le jeu est sorti en 2005, édité par THQ. La suite, Zoo Tycoon 2 DS, est sorti en 2008.

### Zoo Tycoon: Complete Collection
Zoo Tycoon: Complete Collection est une compilation des 3 premiers jeux vidéo de la série Zoo Tycoon. Les versions Zoo Tycoon, Zoo Tycoon: Dinosaur Digs et Zoo Tycoon: Marine Mania sont compilées dans cette version.